# Gennadi Iwanowitsch Padalka
Gennadi Iwanowitsch Padalka (russisch Геннадий Иванович Падалка, wiss. Transliteration Gennadij Ivanovič Padalka; * 21. Juni 1958 in Krasnodar, Russische SFSR, Sowjetunion) ist ein russischer Kosmonaut. Bei fünf Missionen war er 878 Tage (also mehr als zwei Jahre und vier Monate) im Weltall und war damit bis ins Jahr 2024 der Raumfahrer, der die längste Zeit im All verbracht hat.

## Ausbildung und Militärdienst
Im Jahr 1979 schloss Padalka sein Studium an der Komarow-Luftwaffenakademie in Jeisk in der Fachrichtung „Führungstaktische Jagdbombenfliegerkräfte“ (russisch: Командно-тактическая истребительно-бомбардировочная авиация) ab. Er ist Militärpilot 1. Klasse mit über 1500 Stunden Flugerfahrung und wurde in den Rang eines Obersts der Luftwaffe versetzt. Padalka ist Fallschirmjäger-Ausbilder der Luftwaffe, absolvierte über 500 Sprünge und besitzt die Qualifikation zum Taucheroffizier.
Im Jahr 1994 schloss er sein Studium am UNESCO International Teaching Systems Center am Institut für Luft- und Raumfahrtökologie der staatlichen Öl- und Gasakademie ab. Abschluss: Master of Science (Ökologiemanagement), Umweltingenieur.
Im Jahr 2009 erwarb er einen Abschluss an der Russischen Akademie der öffentlichen Verwaltung unter dem Präsidenten der Russischen Föderation in der Fachrichtung „Staatliche und kommunale Verwaltung“ mit der Spezialisierung „Staatliche Verwaltung und nationale Sicherheit.“

## Raumfahrertätigkeit
Nach seiner Auswahl zum Raumfahrerkandidaten nahm Padalka von Juni 1989 bis Januar 1991 an der Grundausbildung im Juri-Gagarin-Kosmonautentrainingszentrum teil, an deren Ende seine Ernennung zum Testkosmonauten erfolgte. Ab August 1996 trainierte Padalka als Kommandant der Reservemannschaft für einen möglichen Aufenthalt an Bord der Raumstation Mir. Er war dabei Ersatzmann von Anatoli Solowjow, der am 5. August 1997 als Mitglied der Langzeitbesatzung Mir EO-24 ins All startete und sich für ein halbes Jahr in der Raumstation aufhielt.
Von Juni 1999 bis Juli 2000 wurde Padalka für die Führung einer eventuellen Notfall-Mission „ISS-1R“ (ISS-Rettungsmission) zur Internationalen Raumstation (ISS) ausgebildet. Im Falle des Ausfalls des automatischen Andockmanövers des Servicemoduls Swesda mit dem Mir-Modul Sarja sollte die Crew frühzeitig starten, um das Andocken manuell durchzuführen.
Von Dezember 2000 bis Januar 2004 trainierte er als Kommandant der Ersatzmannschaft der ISS-Expedition 4, als Kommandant der Ersatzbesuchsmannschaft VC-3 (englisch: visiting crew VC), auf der ISS, als Kommandant der Ersatzbesatzung der ISS-Expedition 9, sowie als Kommandant der Hauptbesatzung der ISS-Expedition 10.

### Mir EO-26
Nach einer zehnmonatigen Vorbereitungsphase startete Padalka am 13. August 1998 an Bord des Raumschiffs Sojus TM-28 zu seinem ersten Raumflug. Als Kommandant der Stammbesatzung Mir EO-26 verbrachte Padalka zusammen mit dem Bordingenieur Sergei Awdejew 199 Tage im Weltraum. Während der Mission unternahm Padalka einen knapp sechsstündigen Raumausstieg, der zur Montage von wissenschaftlichen Experimenten aus Japan und Frankreich diente. Daneben betreuten Padalka und Awdejew ein umfangreiches Forschungsprogramm mit internationalen Versuchen. Am 28. Februar 1999 kehrte Padalka zusammen mit dem ersten slowakischen Kosmonauten Ivan Bella zur Erde zurück, während Awdejew seinen Aufenthalt an Bord der Mir fortsetzte.
Nach der Columbia-Katastrophe im Februar 2003 wurden die Besatzungen der Flugmannschaften sowie das ISS-Flugprogramm neu zugeteilt. Nach einigen Umstrukturierungen der Besatzungsmitglieder wurde im Januar 2004 die Entscheidung getroffen, die Ersatzmannschaft der ISS-Expedition 9 zur Hauptmannschaft zu ernennen und somit als Hauptbesatzung der ISS-Expedition 9 einzusetzen.

### ISS-Expedition 9

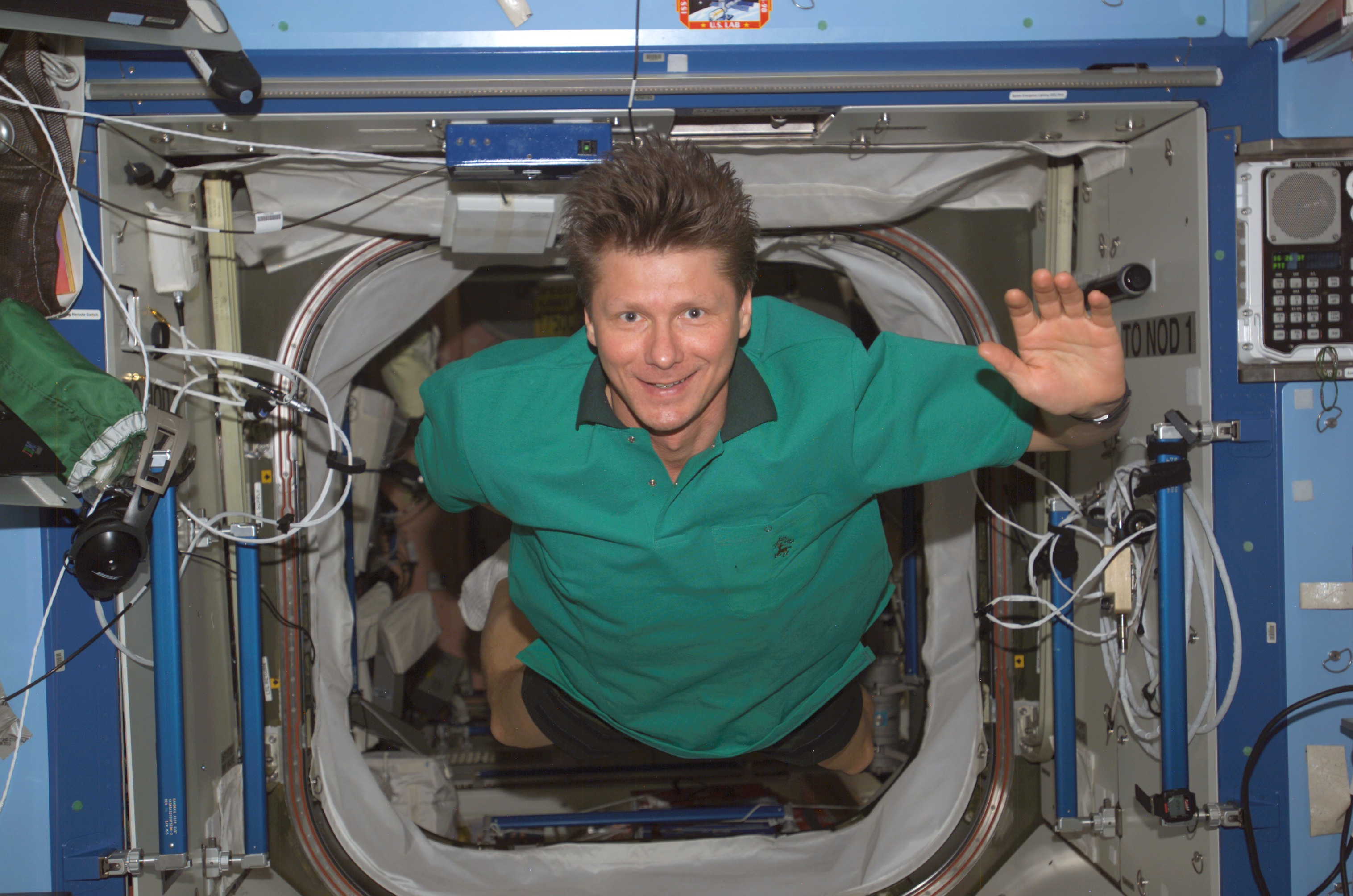
Gennadi Padalka im Destiny-Labor der Internationalen Raumstation

Im März 2002 wurde Padalka das Kommando der neunten Langzeitbesatzung der Internationalen Raumstation übertragen. Ab Januar 2004 trainierte Padalka als Kommandant der Hauptbesatzung der ISS-Expedition-9. Er startete am 19. April 2004 an Bord des Raumschiffs Sojus TMA-4 zusammen mit dem US-Amerikaner Mike Fincke und dem niederländischen Wissenschaftsastronauten André Kuipers. Padalka, der zusammen mit Fincke 188 Tage in der Station verbrachte, beschäftigte sich in erster Linie mit den 42 russischen Forschungsexperimenten an Bord der ISS. Daneben erledigte er routinemäßige Wartungsarbeiten zur Instandhaltung der Station. Während der ISS-Expedition 9 wurden insgesamt vier Weltraumausstiege unternommen; der erste Außenbordeinsatz am 24. Juni 2004 musste jedoch wegen Problemen am Raumanzug Orlan bereits nach 14 Minuten abgebrochen werden. Die nachfolgenden Raumausstiege dienten hauptsächlich zur Installation von Andockhilfen für den neuen europäischen Raumfrachter ATV. Padalka kehrte am 14. Oktober 2004 zusammen mit Fincke und dem russischen Testkosmonauten Juri Schargin zur Erde zurück.
Von Mai bis Oktober 2008 trainierte er als Kommandant der Ersatzmannschaft der ISS-Expedition 18 sowie als Kommandant des Raumschiffes Sojus TMA.

### ISS-Expeditionen 19/20
Im November 2008 wurde Padalka zum Kommandanten der ersten sechsköpfigen Besatzung der ISS ernannt.
Von Oktober 2008 bis März 2009 trainierte Padalka als Kommandant der Stammbesatzung der ISS-Expedition 19/20 und als Kommandant des Raumschiffes „Sojus TMA“.
Der Start mit dem Raumschiff Sojus TMA-14 im Rahmen der ISS-Expedition 19 erfolgte am 26. März 2009. Am 5. Juni 2009 führte Padalka einen Weltraumausstieg aus, bei dem er gemeinsam mit Michael Barratt passive Antennen für das Kurs-Dockingsystem am Swesda-Modul anbrachte. Ein zweiter Ausstieg fand am 10. Juni statt und dauerte 12 Minuten. Dabei entfernten er und Barratt eine Abdeckung im Andocksystem des Swesda-Moduls. Beide Ausstiege waren für das Ankoppeln des russischen Poisk-Moduls erforderlich, das im November 2009 an der ISS ankam. Padalka übergab das Kommando der ISS an den Belgier Frank De Winne und kehrte am 11. Oktober 2009 zusammen mit Barratt und dem Weltraumtouristen Guy Laliberté mit Sojus TMA-14 wieder zur Erde zurück.
Die Mission dauerte insgesamt 199 Tage.
Von März 2010 bis November 2011 trainierte er als Bordingenieur der Ersatzmannschaft ISS-Expedition 29/30 sowie als Kommandant des Raumschiffes „Sojus TMA“.

### ISS-Expeditionen 31/32
Ab November 2011 trainierte Padalka als Bordingenieur der Hauptbesatzung der ISS-Expedition 31 und als Kommandant der ISS-Expedition 32 sowie als Kommandant des Raumschiffes „Sojus TMA-M“.
Padalka war Kommandant des Raumschiffs Sojus TMA-04M, das am 15. Mai 2012 zur ISS startete. Während der ISS-Expedition 31 übernahm er die Funktion eines Bordingenieurs und rückte am 1. Juli 2012 zum Kommandanten der ISS-Expedition 32 auf. Am 17. September 2012 kehrte er mit Sojus TMA-04M zur Erde zurück. Die Gesamtdauer der Mission betrug 125 Tage. Durch diesen Flug rückte er in der Liste der Raumfahrer mit der längsten Aufenthaltsdauer im Weltall auf Platz vier auf, hinter den Kosmonauten Krikaljow, Kaleri und Awdejew.

### ISS-Expeditionen 43/44
Ab September 2013 trainierte er ein Jahr lang als Bordingenieur der Ersatzmannschaft der ISS-Expedition 41/42 und als Kommandant des Raumschiffes Sojus TMA-M. Von September 2014 bis März 2015 trainierte er in der Hauptmannschaft der ISS-Expedition 43/44 als Kommandant des Raumschiffes „TMA-M“, als Bordingenieur der ISS-43 sowie als Kommandant der ISS-44.
Am 27. März 2015 startete Padalka als Kommandant des Raumschiffes Sojus TMA-16M zur ISS. Dort war er Bordingenieur der ISS-Expedition 43. Am 11. Juni 2015 übernahm er das Kommando der ISS-Expedition 44. Damit ist Padalka der erste Raumfahrer, der vier Mal ISS-Kommandant wurde. Im Juni 2015 überbot Padalka den Rekord von Sergei Konstantinowitsch Krikaljow für die längste Gesamtzeit im All. Die Mission dauerte insgesamt 168 Tage.
Nach fünf Raumflügen war Padalka insgesamt 878 Tage 11 Stunden 29 Minuten und 24 Sekunden im All und ist damit der Raumfahrer, der die längste Zeit im All verbracht hat. Er absolvierte zehn Außenbordeinsätze mit einer Gesamtdauer von 38 Stunden 38 Minuten, davon 30 Minuten Ausstieg im sog. „geschlossenen Kosmos“ in das drucklose Modul Spektr auf der Raumstation Mir. Padalka hat sieben Mal das manuelle Andockmanöver durchgeführt.
Das Training zum sechsten Flug wurde begonnen, Padalka musste jedoch mangels Unterstützung sowie Interesse am neuen Rekord „Über 1000 Tage im All“ seitens Roskosmos und dem Juri-Gagarin-Kosmonautentrainingszentrum am 28. April 2017 aus dem russischen Kosmonauten-Korps ausscheiden.

## Zusammenfassung
| Nr. | Mission       | Funktion   | Raumstation | Flugdatum | Flugdauer      |
| --- | ------------- | ---------- | ----------- | --------- | -------------- |
| 1   | Sojus TM-28   | Kommandant | Mir         | 1998/1999 | 198d 16h 31min |
| 2   | Sojus TMA-4   | Kommandant | ISS         | 2004      | 187d 21h 16min |
| 3   | Sojus TMA-14  | Kommandant | ISS         | 2009      | 198d 16h 42min |
| 4   | Sojus TMA-04M | Kommandant | ISS         | 2012      | 124d 23h 51min |
| 5   | Sojus TMA-16M | Kommandant | ISS         | 2015      | 168d 05h 09min |

## Ehrungen
- Held der Russischen Föderation (5. April 1999)
- Ehrenabzeichen Fliegerkosmonaut der Russischen Föderation (5. April 1999)
- Medaille „Goldener Stern“ als Auszeichnung der Helden der Russischen Föderation (5. April 1999)
- Russischer „Verdienstorden für das Vaterland“ IV. Klasse (23. Februar 2005)
- Russischer „Verdienstorden für das Vaterland“ III. Klasse (2. April 2010)
- Russischer „Verdienstorden für das Vaterland“ II. Klasse (22. Mai 2014)
- Medaille „Für Verdienste in der Erforschung des Weltraums“ (2012), Preisträger der Regierung der russischen Föderation auf dem Gebiet der Wissenschaft und Technologie;
- Belgischer Kronenorden (Kommandeur) (2011)
- Kasachischer Orden „Dostyk“ II. Grades der Republik Kasachstan (2015)
- NASA-Medaillen “Distinguished Public Service Medal” (2004, 2009, 2012, 2015) und “Space Flight Medal” (2004, 2009, 2012, 2015).
- Roskosmos-Auszeichnungen: „Korolev-Abzeichen“, „Gagarin-Abzeichen“ sowie Abzeichen „Für die internationale Zusammenarbeit im Weltraum“.
- FAI-Auszeichnung (Fédération Aéronautique Internationale): Goldene „Juri-Gagarin-Medaille“, Medaille „De La Vaulx“ für den 2015 von ihm aufgestellten Weltrekord für die längste Zeit im All.